# ナーダシュディ・タマーシュ

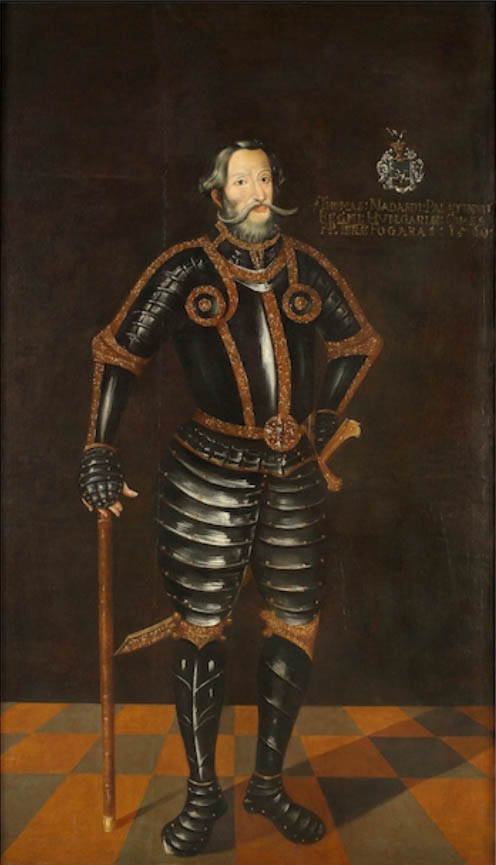
ナーダシュディ・タマーシュ男爵、17世紀制作の肖像画

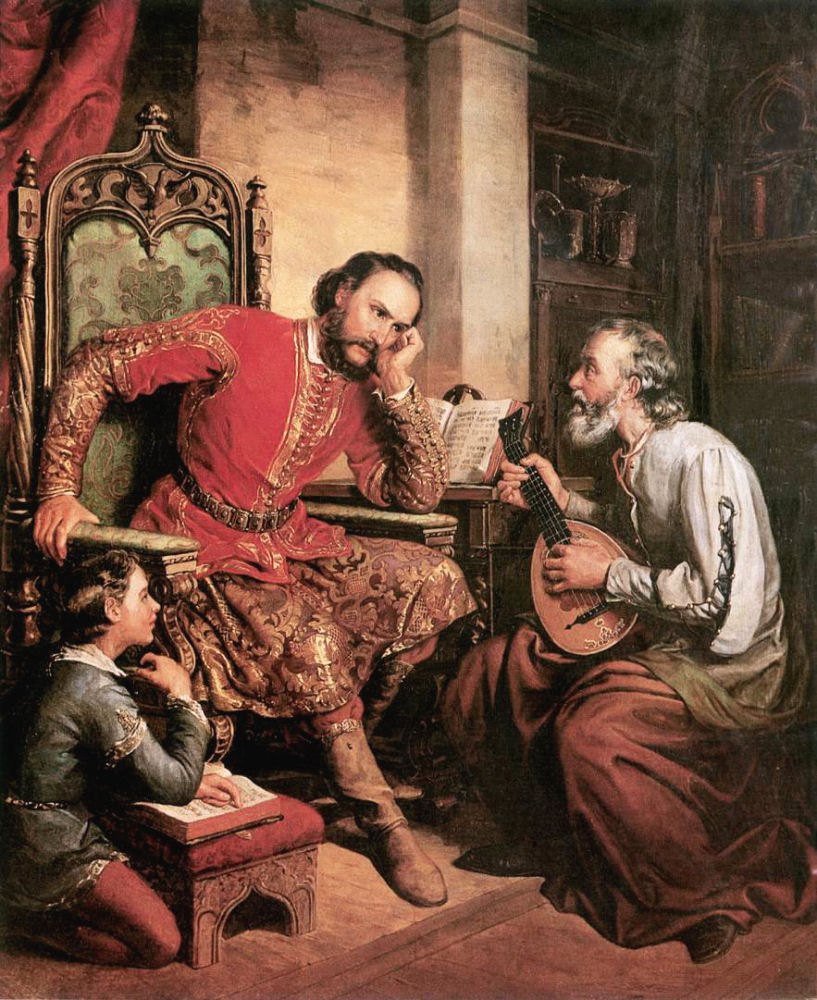
ナーダシュディと詩人のティノーディ・シェベシュティエーン、ショマ・オルライ・ペトリチ(Soma Orlai Petrics)画、1855年

ナーダシュディ・タマーシュ（3世）（洪:Nádasdy Tamás(III.), nádasdi és fogarasföldi báró, 1498年 エゲルヴァール - 1562年6月2日 エゲルヴァール）は、ハンガリーの貴族、政治家。男爵。ハンガリー宮中伯（副王）を務め、その政治的影響力の強大さから「大宮中伯（„nagy nádor”）」と称された。バートリ・エルジェーベト伯爵夫人の舅にあたる。

## 生涯
ナダーシュディ・フェレンツ（1世）の息子として生まれ、貴族の子弟として幅広い教育を受け、グラーツ、ボローニャ、ローマに遊学した。1535年、由緒ある大貴族家門カニジャイ家（Kanizsay）の最後の末裔であるカニジャイ・オルショリャと結婚し、同家の資産を受け継いだ。この資産の中にはシャールヴァール城（ナーダシュディ城、Sárvári vár）が含まれており、ナーダシュディはこの城をルネサンス様式に改築させた。オルショリャとの結婚により、ナーダシュディはハンガリーで最も裕福な大地主（マグナート）の1人となった。
1521年、教皇使節・ドミニコ会総長のトマス・カイェタン枢機卿の通訳として、枢機卿のブダ訪問に随行している。1525年にはハンガリーの国務会議の一員となり、ラヨシュ2世王の命を受けて、直前に迫るオスマン帝国との戦争で支援を得るため、シュパイヤーの帝国議会に赴いている。翌1526年のモハーチの戦いでハンガリー王国が政治的破局を迎えた後、国王未亡人マリアがコマーロムからポジョニへ移る際に随行している。1527年にはハプスブルク家のフェルディナント大公をハンガリー王位に就けるために重要な役割を果たした。翌1528年にはタタの要塞の司令官に任命され、チェスネキー・ジェルジ（Cseszneky György）伯爵とともにジェールを占領した。
1529年、ハンガリー軍司令官としてブダをオスマン帝国軍から防衛することになった。ところが自軍の中の裏切り者に捕えられ、監禁されたうえに鎖を着けられてトルコ軍に引き渡された。ところがブダを占領したトルコの大宰相パルガル・イブラヒム・パシャはナーダシュディを解放した。解放後、ナダーシュディはハンガリーの対立王サポヤイ・ヤーノシュの陣営に加わり、1530年にはフェルディナント1世の軍隊からブダを防衛することに成功した。ところが1533年、サポヤイの寵臣ルドヴィーコ・グリッティ（Lodovico Gritti）との政争に敗れたことに怒り、再びフェルディナント1世の宮廷に出仕した。
1541年より自分の所領であるシャールヴァールに印刷業者のヨハン・ジルフェスター（Johann Sylvester）を招き、ハンガリー語の新約聖書を翻訳・印刷させた。この新約聖書は、最初のハンガリー語の印刷物となった。もっとも、ナーダシュディ家の設立した印刷所は長続きはしなかった。
1537年から1539年まで、クロアチア、ダルマチア、スラヴォニアのバン（副王）を務めた。1542年にはハンガリー大法官となり、1554年にはプレスブルク（現在のブラチスラヴァ）において、ハンガリー宮中伯に選出された。1562年に死去し、家督は息子のフェレンツ（2世）が継いだ。